# Tussenregering van Severus
De tussenregering van Severus was een tijd waarin, volgens de legende zoals beschreven door Geoffrey of Monmouth, er geen formele Britse regering was.
Toen Lucius van Brittannië stierf brak een onstuimige tijd aan, waarin de Britten rebelleerden tegen de macht van Rome. De Romeinse senaat verzocht daarom keizer Septimius Severus de rebellie op het eiland neer te slaan. Severus bestreed de Britten met twee legioenen, en verdrong de Britse soldaten tot aan de grens van Deira en Alba. De noordelijke Britse troepen verenigden zich onder de leiding van Sulgenius, en trokken ten strijde tegen de Romeinen en hun Britse bondgenoten. Toen Severus er niet in slaagde Sulgenius te verslaan, bouwde hij een enorme afscheiding op de grens, die heden ten dage bekendstaat als de Antonine Wall.
Sulgenius ontvluchtte Brittannië en zocht steun bij de Picten in Scythia. Met een leger van Picten keerde hij terug en viel in februari 211 York aan. De meeste Britse stammen sloten zich aan bij Sulgenius, en Severus werd teruggedrongen. In de daaropvolgende poging van Severus om York te heroveren sneuvelde hij, en werd Sulgenius dodelijk gewond. Nadat York weer in Romeinse handen was gekomen werd Severus aldaar begraven, en zijn legioenen kozen Severus' zoon Geta als nieuwe koning van Brittannië.